# Gryon xanthogaster
Gryon xanthogaster är en stekelart som först beskrevs av William Harris Ashmead 1893.  Gryon xanthogaster ingår i släktet Gryon och familjen Scelionidae. Inga underarter finns listade i Catalogue of Life.